# مجزرة عائلتي أبو خاطر وأبو حماد
مجزرة عائلتي أبو خاطر وأبو حماد ( 9 تشرين الثاني 2023) هي مجزرة ارتكبها سلاح جوّ الإحتلال الإسرائيلي يوم الخميس الساعة الواحدة والنصف منتصف الليل. استهدفت الغارة الجوية منازل عائلتي أبو خاطر وأبو حماد في مدينة بني سهيلا شرق محافظة خانيونس في قطاع غزة، أسفرت هذه المجزرة عن تدمير منزل العائلتين واستشهاد 12 فرد من كليهما، بالإضافة إلى عشرات الجرحى، وهذه المجزرة من ضمن عدة مجازر ارتكبها جيش الاحتلال الإسرائيلي منذ 7 اكتوبر 2023.

## خلفية الحدث
في ساعاتِ الصباح الأولى من يوم السابع من أكتوبر 2023 أطلقت حركة المقاومة الإسلامية حماس عبر ذراعها العسكري كتائب الشهيد عز الدين القسام عملية طوفان الأقصى وذلك رداً على الاعتداءات الإسرائيلية وتدنيس الأقصى والاستمرار في الاستيطان، كما أكّد على ذلك محمد الضيف القائد العام للقسّام والذي أعطى إشارة انطلاق العمليّة التي شهدت اقتحاماً من المقاومين لمستوطنات غلاف غزة ونجحوا في قتل عدد كبير من الجنود الإسرائيليين، وأسر عشرات آخرين كما استطاعوا خلال ساعات قطع عشرات الكيلومترات ووصلوا لمستوطنات أبعد من تلك المحيطة والقريبة من قطاع غزة.
استمرَّت الاشتباكات بين الجيش الإسرائيلي وبين المقاومين في عديد من المستوطنات وعلى رأسها مستوطنة سديروت.
الرد الإسرائيلي على هذه العمليّة جاء من خلال شنّ سلاح الجو الإسرائيلي عشرات الغارات العشوائيّة على القطاع متسبّبة في مقتل عشرات المدنيين وتدمير البنية التحتية لمدن القطاع، ليصل حد فرض إغلاق شامل وقطع متعمد لكل الخدمات من ماء وكهرباء وغاز، وهو ما هدَّد حياة أكثر من مليوني فلسطيني يعيش داخل القطاع الذي يُعاني أصلاً من تبعات الحصار الخانق عليهم منذ ستة عشر عاماً.
في مساء يوم 27 أكتوبر/تشرين الأول، أعلن جيش الاحتلال الإسرائيلي بدء الهجوم بري على قطاع غزة من خلال بدء التوغل في بلدة بيت حانون ومخيم البريج. حدث الهجوم وسط سلسلة من الغارات الجوية الإسرائيلية واسعة النطاق التي أدت إلى قطع الاتصالات المتنقلة والوصول إلى الإنترنت في غزة.

## الضحايا
1. الشهيد رضوان أبو نصيرة.[1]
2. الشهيد محمد أبو نصيرة.
3. الشهيد ريان رضوان أبو نصيرة.
4. الشهيد أنس عايش أبو خاطر.
5. الشهيد خالد أبو حماد.
6. الشهيد محمد مسلم سالم قديح.
7. الشهيد عبد الله يوسف سالم أبو قاسم.
8. الشهيد ناجي عبد الرحمن أبو حماد.
9. الشهيد الطفل جوان ناجي أبو حماد.
10. الشهيدة الطفلة جمانة ناجي أبو حماد.
11. الشهيدة الطفلة جنان ناجي أبو حماد.
12. الشهيد عمر أحمد سليم أبو ريدة.